# Porta Serrata
Porta Serrata è una porta situata al lato nord della cinta muraria della città di Ravenna.

## Storia

### Da Porta Anastasia a Porta Serrata
Porta Serrata si trova dove si situava l'argine del fiume Montone, deviato nel 1739 fino a via di Roma. L'attuale porta venne eretta nel 1583 e fino a quell'anno l'apertura principale della città verso nord era costituita da Porta Anastasia. Il progettista della porta fu l'ingegnere Giovanni Antonio Giappuccini e gli artefici furono Pier Francesco Piccinini e Marco Previati. Dal XIII secolo la porta cominciò ad essere chiamata Porta Anastaxe e fu aperta sul Murnuovo. La porta fu chiusa (ovvero serrata) dai Polentani nel XV secolo. Nel 1441 la chiusura venne confermata dai Veneziani (erano diventati i nuovi padroni della città spodestando i Da Polenta) per motivi di sicurezza militare. Venne chiusa per sortilegio perché una profezia disse che il casato Polentano sarebbe finito da gente entrata in quella porta. Nel 1511 con il Governo Pontificio venne riaperta, con grande soddisfazione del popolo.

### Progetto e costruzione
Nel 1582 il cardinale Guido Luca Ferrero realizzò un'opera di rinnovamento urbanistico della città, diventando però tristemente noto per aver distrutto la Porta Aurea. Per completare l'intervento urbanistico il Cardinale fece progettare una nuova porta facendo chiudere la vecchia Porta Anastasia. La porta per un certo periodo venne anche chiamata Giulia, proprio in onore di papa Giulio II, ma anche quest'ultima ereditò il nome dalla Porta antica. Negli anni successivi vennero anche fatti dei lavori di restauro, perché nel 1621 crollò la volta, assieme al ponte di legno che sovrappassava il fiume Montone uccidendo venti persone durante una festa. La porta fu restaurata dal cardinal legato Alderano Cybo. La ricostruzione terminò nel 1650, come si legge nell'epigrafe "S.P.Q. RAV. A.D. MDCL". Inoltre venne fatto scolpire il cognome "Cybo" sulla chiave di volta dell'arco esterno. All'esterno della porta si ergevano due grandi pilastri composti da quattro elementi: una base di laterizi, un piedistallo addossato ad un grosso dado e infine un vaso con una sfera di marmo nel cui contorno ricorreva quattro volte un'aquila bicipite del cardinal Cybo.
Pur priva di funzioni difensive, la porta presenta un carattere militare che ricorda la significativa presenza della milizia a difesa della città.